# Kalibangan
Kalibangan (letterlijk zwarte armbanden) was een stad van de Indusbeschaving aan de Ghaggar-Hakrabedding. De stad van gemiddelde grootte bestaat uit een opzet zoals ook bij veel andere steden van de Harappa-beschaving voorkomt met een citadel en een benedenstad, maar de stadsplanning was hier minder ver doorgevoerd dan in het grotere Mohenjodaro, maar ook dan in het kleinere Lothal.
Luigi Pio Tessitori ontdekte Kalibangan en Sothi in 1917 toen de Indusbeschaving nog onbekend was. Aurel Stein bezocht het gebied begin jaren 1940, maar het duurde tot het bezoek van Amalananda Ghosh in 1950 tot het potentieel van het gebied en het verband met de Indusbeschaving ontdekt werd. Er zijn in Kalibangan twee fases gevonden, vroeg-Harappa of de Sothi-Siswalfase en hoog-Harappa. Tussen die twee fases is een onderbreking in de bewoningsgeschiedenis gevonden die mogelijk door een aardbeving is veroorzaakt. In de periode van vroeg-Harappa zijn er symbolen gevonden die lijken op het Harappaschrift.

## Stad
De stad kent twee heuvels, de kleinere KLB-1 in het westen met de citadel en de grotere KLB-2 ten oosten daarvan met de benedenstad. Op KLB-1 zijn vondsten uit zowel vroeg-Harappa als hoog-Harappa gedaan, terwijl KLB-2 op alleen overblijfselen van hoog-Harappa zijn gevonden. Beide heuvels waren ommuurd, terwijl KLB-1 ook nog onderverdeeld werd met een binnenmuur. Het zuidelijke deel van de citadel bevat platforms van leemsteen die als vuuraltaar zijn geïnterpreteerd, terwijl in het noordelijke deel huizen staan. Zo'n 200 meter west-zuid-west van de citadel is een begraafplaats.
Het stratenplan van de benedenstad lijkt enigszins op een parallellogram, waarbij de straten in tegenstelling tot de citadel geen afvoersysteem van kraagstenen kenden. Afvalwater liep hier naar buiten in kuilen of grote kruiken.
Vuuraltaren zijn ook in Banawali, Lothal, Amri, Nageshwar, Vagad en Rakhigarhi aangetroffen, maar alleen in Kalibangan en Banawali lijken ze een gemeenschappelijke functie te hebben gehad in vuurrituelen met vuuroffers. In de andere steden lijken ze te zijn gebruikt voor huiselijke rituelen.

## Aardewerk
Opgravingen in Sothi in 1950-51 brachten twee kwaliteiten aardewerk naar boven, slecht- en goedbewerkt aardewerk. Tussen 1960 en 1969 werden door de Archaeological Survey of India onder Braj Bashi Lal opgravingen gedaan in Kalibangan. Hier werd naast aardewerk uit hoog-Harappa ook aardewerk gevonden uit wat toen als pre-Harappa en later als vroeg-Harappa werd gezien. Het aardewerk van vroeg-Harappa werd geclassificeerd als Sothi-aardewerk. Ook Bal Krishen Thapar was daarbij betrokken en hij verdeelde dit Sothi-aardewerk in zes texturen of fabrics:
- Fabric A, dof rood aardewerk van slechte kwaliteit met een rode tot roze kleur gemaakt op een langzaam pottenbakkerswiel met onregelmatige streeptekens, veelal met zwarte beschilderingen, soms ook met wit
- Fabric B, rood slibaardewerk dat tot op de schouder is gebouchardeerd met een kleiachtige oplossing gemengd met zand met zwarte horizontale banden op het slib
- Fabric C, rood slibaardewerk met een glad oppervlak in rode en pruim- of purperrode tinten met zwarte schilderingen
- Fabric D, aardewerk met een dikke doorsnede en een rode slib met ingekraste motieven op binnen- en buitenzijde. Het zijn zware kruiken, kommen en troggen
- Fabric E, vazen met vaalgeel of roodachtig slib met zwart en soms wit beschilderingen
- Fabric F, grijs aardewerk beschilderd in zowel zwart als wit

Het aardewerk had overeenkomsten met dat van Amri en Kot-Diji. Deze indeling wordt gebruikt voor de gehele Sothi-Siswalcultuur. J.S. Nigam stelde een onderverdeling voor in rood, vaalgeel en grijs aardewerk.